# Liste des chansons de Basshunter

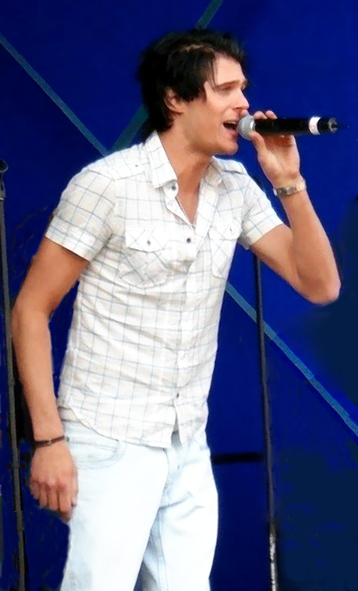
Basshunter, lors d'un concert à Halmstad le 20 avril 2008

Liste des chansons de Basshunter contient toutes les chansons connues enregistrées par la chanteur suédois Basshunter. Ces chansons sont comprises dans plusieurs albums studios, EP et singles.

## Chansons
| †                | Written or produced by Basshunter                    |
| ‡                | Single                                               |
| *                | Single promotionnel                                  |
| +                | Compilation album song                               |
| ^                | Cover version                                        |
| Non-album single | Released as a single, but did not appear on an album |
| Non-album song   | Did not appear on an album                           |

| Titre                                      | Artiste(s)                        | Écriture(s)                                                                      | Producteur(s)                          | Album                      | Année  | Ref.   |
| ------------------------------------------ | --------------------------------- | -------------------------------------------------------------------------------- | -------------------------------------- | -------------------------- | ------ | ------ |
| Al final ‡                                 | Basshunter featuring Dani Mata    | Unknown                                                                          | Unknown                                | Disco Estrella Vol. 12     | 2009   | [ 1 ]  |
| All I Ever Wanted ‡                        | Basshunter                        | David Le Roy Jean Christophe Belval Scott Simons                                 | Basshunter Robert Uhlmann Scott Simons | Now You're Gone: The Album | 2008   | [ 2 ]  |
| Angel in the Night ‡                       | Basshunter                        | Basshunter †                                                                     | Basshunter Robert Uhlmann Scott Simons | Now You're Gone: The Album | 2008   | [ 2 ]  |
| Angels Ain't Listening                     | Basshunter                        | Basshunter Jimmy Joker Thomas G:son Bilal Hajji                                  | Jimmy Joker                            | Non-album single           | 2020   | [ 3 ]  |
| Bass Creator                               | Basshunter                        | Basshunter Francis Hill                                                          | Basshunter Robert Uhlmann Scott Simons | Now You're Gone: The Album | 2008   | [ 2 ]  |
| Bass Worker                                | Basshunter                        | Basshunter †                                                                     | Basshunter †                           | The Bassmachine            | 2004   | [ 4 ]  |
| Beer in the Bar                            | Basshunter                        | Basshunter †                                                                     | Unknown                                | LOL <(^^,)>                | 2008   | [ 6 ]  |
| Between the Two of Us                      | Basshunter                        | Basshunter †                                                                     | Basshunter †                           | LOL <(^^,)>                | 2006   | [ 8 ]  |
| Boten Anna ‡                               | Basshunter                        | Basshunter †                                                                     | Basshunter †                           | Welcome to Rainbow         | 2006   | [ 12 ] |
| Calling Time ‡                             | Basshunter                        | Scott Simons Basshunter                                                          | Scott Simons Basshunter                | Calling Time               | 2013   | [ 13 ] |
| Camilla                                    | Basshunter                        | Basshunter Francis Hill                                                          | Basshunter Robert Uhlmann Scott Simons | Now You're Gone: The Album | 2008   | [ 2 ]  |
| Can You                                    | Basshunter                        | Basshunter Scott Simons Francis Hill                                             | Basshunter †                           | Bass Generation            | 2009   | [ 16 ] |
| Contact by Bass                            | Basshunter                        | Basshunter †                                                                     | Basshunter †                           | The Bassmachine            | 2004   | [ 4 ]  |
| Counterstrike the Mp3                      | Basshunter                        | Basshunter †,                                                                    | The Old Shit                           | 2006                       | [ 19 ] |        |
| Crash & Burn ‡                             | Basshunter                        | Adam Baptiste Basshunter                                                         | Basshunter †                           | Calling Time               | 2013   | [ 13 ] |
| Day & Night                                | Basshunter                        | Basshunter Scott Simons                                                          | Basshunter Robert Uhlmann              | Bass Generation            | 2009   | [ 16 ] |
| Dirty                                      | Basshunter featuring Sandra       | Basshunter Sandra Gundstedt                                                      | Basshunter †                           | Calling Time               | 2013   | [ 13 ] |
| Don't Walk Away                            | Basshunter                        | Basshunter †                                                                     | Basshunter Scott Simons                | Bass Generation            | 2009   | [ 16 ] |
| DotA                                       | Basshunter                        | David Le Roy Jean Christophe Belval                                              | Basshunter                             | Non-album single           | 2007   | [ 9 ]  |
| Dream Girl                                 | Basshunter                        | Scott Simons                                                                     | Basshunter Scott Simons Robert Uhlmann | Now You're Gone: The Album | 2008   | [ 2 ]  |
| Dream on the Dancefloor ‡                  | Basshunter                        | Scott Simons Eric Turner Basshunter                                              | Basshunter Scott Simons                | Calling Time               | 2012   | [ 13 ] |
| Elinor ‡                                   | Basshunter                        | Basshunter †                                                                     | Unknown                                | Non-album single           | 2013   | [ 23 ] |
| Every Morning ‡                            | Basshunter                        | Basshunter Scott Simons                                                          | Basshunter †                           | Bass Generation            | 2009   | [ 16 ] |
| Evil Beat                                  | Basshunter                        | Basshunter †                                                                     | Basshunter †                           | Welcome to Rainbow         | 2006   | [ 12 ] |
| Far Away ^                                 | Basshunter                        | Paul Hutsch Eric Vyskocil                                                        | Basshunter †                           | Calling Time               | 2013   | [ 13 ] |
| Far from Home                              | Basshunter                        | Basshunter †                                                                     | Basshunter †                           | Bass Generation            | 2009   | [ 16 ] |
| Fest folk                                  | Basshunter                        | Basshunter †                                                                     | Basshunter †                           | The Bassmachine            | 2004   | [ 4 ]  |
| Fest i hela huset ‡                        | Basshunter versus Big Brother     | Basshunter Big Brother                                                           | Basshunter †                           | Calling Time               | 2011   | [ 13 ] |
| Festfolk [2006 Remix]                      | Basshunter                        | Basshunter PJ Harmony                                                            | Basshunter PJ Harmony                  | LOL <(^^,)>                | 2006   | [ 11 ] |
| Go Down Now +                              | Basshunter                        | Basshunter †,                                                                    | Basshunter †,                          | The Early Bedroom Sessions | 2008   | [ 18 ] |
| Hallå där ‡                                | Basshunter                        | Basshunter †                                                                     | Basshunter †                           | LOL <(^^,)>                | 2006   | [ 11 ] |
| Hardstyle Drops                            | Basshunter                        | Basshunter †                                                                     | Unknown                                | Now You're Gone: The Album | 2006   | [ 25 ] |
| Här kommer Lennart                         | Basshunter                        | Basshunter †,                                                                    | The Old Shit                           | 2006                       | [ 19 ] |        |
| Home ‡                                     | Basshunter                        | Cedric Lorrain Javier Gonzalez Basshunter Linnea Deb Robert Uhlmann Thomas G:son | Unknown                                | Non-album single           | 2019   | [ 5 ]  |
| I Came Here to Party                       | Basshunter                        | Basshunter Adam Baptiste Najah                                                   | Basshunter †                           | Calling Time               | 2013   | [ 13 ] |
| I Can Walk on Water                        | Basshunter                        | Basshunter †                                                                     | Basshunter Robert Uhlmann              | Now You're Gone: The Album | 2008   | [ 2 ]  |
| I Can Walk on Water I Can Fly *            | Basshunter                        | Basshunter †                                                                     | Unknown                                | Non-album song             | 2007   | [ 26 ] |
| I Can't Deny                               | Basshunter featuring Lauren       | Basshunter Scott Simons                                                          | Basshunter †                           | Bass Generation            | 2009   | [ 16 ] |
| I Know U Know                              | Basshunter                        | Basshunter †                                                                     | Basshunter †                           | Bass Generation            | 2009   | [ 16 ] |
| I Miss You ‡ ^                             | Basshunter                        | Rami Jacobi Jake Schulze                                                         | Basshunter Scott Simons Robert Uhlmann | Now You're Gone: The Album | 2008   | [ 2 ]  |
| I Promised Myself ‡ ^                      | Basshunter                        | Nick Kamen                                                                       | Basshunter Scott Simons                | Bass Generation            | 2009   | [ 16 ] |
| I Still Love                               | Basshunter                        | Basshunter Francis Hill                                                          | Basshunter †                           | Bass Generation            | 2009   | [ 16 ] |
| I Will Learn to Love Again ^               | Basshunter featuring Stunt        | Diane Warren                                                                     | Basshunter Scott Simons                | Bass Generation            | 2009   | [ 16 ] |
| I'm Your Basscreator                       | Basshunter                        | Basshunter †                                                                     | Basshunter †                           | LOL <(^^,)>                | 2006   | [ 11 ] |
| I've Got You Now                           | Basshunter                        | Basshunter †                                                                     | Basshunter †                           | Calling Time               | 2013   | [ 13 ] |
| In da Club 2004                            | Basshunter                        | Unknown                                                                          | Unknown                                | Non-album song             | 2004   | [ 28 ] |
| In Her Eyes                                | Basshunter                        | Basshunter Scott Simons                                                          | Basshunter Scott Simons Robert Uhlmann | Now You're Gone: The Album | 2008   | [ 2 ]  |
| Jingle Bells ‡ ^                           | Basshunter                        | Basshunter †                                                                     | Basshunter †                           | LOL <(^^,)>                | 2006   | [ 8 ]  |
| Lawnmover to Music                         | Basshunter                        | Basshunter †                                                                     | Basshunter †                           | Calling Time               | 2013   | [ 13 ] |
| Love You More ^                            | Basshunter                        | Lucia Holm Paul Carnell                                                          | Basshunter Scott Simons Robert Uhlmann | Now You're Gone: The Album | 2008   | [ 2 ]  |
| Mange kommer hem till dig ‡                | Mange Makers                      | Basshunter Max Christensson Max Henriksson Didrik Rastbäck Wrethov               | Unknown                                | Non-album single           | 2015   | [ 32 ] |
| Masterpiece ‡                              | Basshunter                        | Alex Argento Basshunter Robert Uhlmann                                           | Alex Argento Basshunter Robert Uhlmann | Non-album single           | 2018   | [ 33 ] |
| Megamix *                                  | Basshunter                        | Unknown                                                                          | Unknown                                | Non-album song             | 2008   | [ 34 ] |
| Mellan oss två                             | Basshunter                        | Basshunter †                                                                     | Basshunter †                           | LOL <(^^,)>                | 2006   | [ 11 ] |
| MoonTrip                                   | Basshunter                        | Basshunter †,                                                                    | The Old Shit                           | 2006                       | [ 19 ] |        |
| Northern Light ‡                           | Basshunter                        | Basshunter Minna Benne Elo Marcus Wickström                                      | Basshunter †                           | Calling Time               | 2013   | [ 13 ] |
| Now You're Gone ‡                          | Basshunter                        | Basshunter DJ Mental Theo's Bazzheadz                                            | Basshunter Robert Uhlmann              | LOL <(^^,)>                | 2007   | [ 2 ]  |
| Numbers                                    | Basshunter                        | Basshunter Scott Simons                                                          | Basshunter †                           | Bass Generation            | 2009   | [ 16 ] |
| On Our Side                                | Basshunter                        | Basshunter Scott Simons                                                          | Basshunter Scott Simons                | Bass Generation            | 2009   | [ 16 ] |
| Open Your Eyes                             | Basshunter                        | Unknown                                                                          | Unknown                                | Calling Time               | 2013   | [ 39 ] |
| Pitchy                                     | Basshunter                        | Basshunter †                                                                     | Basshunter †                           | Calling Time               | 2013   | [ 13 ] |
| Plane to Spain                             | Basshunter                        | Basshunter †                                                                     | Basshunter Robert Uhlmann              | Bass Generation            | 2009   | [ 16 ] |
| Please Don't Go ‡ ^                        | Basshunter                        | Harry Wayne Casey Richard Finch                                                  | Basshunter Robert Uhlmann Scott Simons | Now You're Gone: The Album | 2008   | [ 2 ]  |
| Professional Party People                  | Basshunter                        | Basshunter †                                                                     | Basshunter †                           | LOL <(^^,)>                | 2006   | [ 11 ] |
| Rainbow Stars +                            | Basshunter                        | Basshunter †,                                                                    | The Early Bedroom Sessions             | 2012                       | [ 18 ] |        |
| Rise My Love                               | Basshunter                        | Basshunter †                                                                     | Basshunter †                           | Calling Time               | 2013   | [ 13 ] |
| Russia privjet *                           | Basshunter                        | Basshunter †                                                                     | Basshunter †                           | LOL <(^^,)>                | 2006   | [ 8 ]  |
| Saturday ‡                                 | Basshunter                        | Erick Morillo Mark Quashie Cutfather Thomas Troelsen Engelina                    | Cutfather Thomas Troelsen              | Calling Time               | 2010   | [ 13 ] |
| Sitter i luren och väntar på Adam Alsing + | Basshunter                        | Basshunter                                                                       | Unknown                                | Mix Megapol 1              | 2008   | [ 42 ] |
| Smells Like Blade                          | Basshunter                        | Basshunter †,                                                                    | The Old Shit                           | 2006                       | [ 19 ] |        |
| Stay Alive                                 | Basshunter                        | Basshunter †,                                                                    | Basshunter †,                          | The Old Shit               | 2006   | [ 19 ] |
| Storm of Fantasy                           | Basshunter                        | Basshunter †,                                                                    | Basshunter †,                          | The Old Shit               | 2006   | [ 19 ] |
| Strand Tylösand                            | Basshunter                        | Basshunter †                                                                     | Basshunter †                           | LOL <(^^,)>                | 2006   | [ 11 ] |
| Sverige                                    | Basshunter                        | Basshunter †                                                                     | Basshunter †                           | LOL <(^^,)>                | 2006   | [ 11 ] |
| Syndrome de Abstenencia *                  | Basshunter                        | Basshunter †                                                                     | Basshunter †                           | The Bassmachine            | 2004   | [ 4 ]  |
| T-Rex [Jurassic Park]                      | Basshunter                        | Basshunter †,                                                                    | The Old Shit                           | 2006                       | [ 19 ] |        |
| The Bassmachine                            | Basshunter                        | Basshunter †                                                                     | Basshunter †                           | The Bassmachine            | 2004   | [ 4 ]  |
| The Big Show                               | Basshunter                        | Basshunter †                                                                     | Basshunter †                           | The Bassmachine            | 2004   | [ 4 ]  |
| The Celtic Harmony & the Chilling Acid     | Basshunter                        | Basshunter †,                                                                    | Basshunter †,                          | The Old Shit               | 2006   | [ 19 ] |
| The Night                                  | Basshunter                        | Basshunter †,                                                                    | The Old Shit                           | 2006                       | [ 19 ] |        |
| The True Sound                             | Basshunter                        | Basshunter †                                                                     | Basshunter †                           | The Bassmachine            | 2004   | [ 4 ]  |
| The Warpzone                               | Basshunter                        | Basshunter †                                                                     | Basshunter †                           | The Bassmachine            | 2004   | [ 4 ]  |
| Train Station                              | Basshunter                        | Basshunter †                                                                     | Basshunter †                           | The Bassmachine            | 2004   | [ 4 ]  |
| Trance Up +                                | Basshunter                        | Basshunter †,                                                                    | The Early Bedroom Sessions             | 2012                       | [ 18 ] |        |
| Transformation Bass                        | Basshunter                        | Basshunter †                                                                     | Basshunter †                           | The Bassmachine            | 2004   | [ 4 ]  |
| Try to Stop Us +                           | Basshunter                        | Basshunter †,                                                                    | The Early Bedroom Sessions             | 2012                       | [ 18 ] |        |
| Utan stjärnorna                            | Basshunter                        | Basshunter PJ Harmony                                                            | Basshunter PJ Harmony                  | LOL <(^^,)>                | 2006   | [ 11 ] |
| "Var är jag"                               | Basshunter                        | Basshunter PJ Harmony                                                            | Basshunter PJ Harmony                  | LOL <(^^,)>                | 2006   | [ 11 ] |
| Vi sitter i Ventrilo och spelar DotA ‡     | Basshunter                        | David Le Roy Jean Christophe Belval                                              | Basshunter †                           | LOL <(^^,)>                | 2006   | [ 11 ] |
| Vifta med händerna ‡                       | Basshunter versus Patrik & Lillen | Basshunter †                                                                     | Basshunter †                           | LOL <(^^,)>                | 2006   | [ 11 ] |
| Wacco Will Kick Your Ass + *               | Basshunter                        | Basshunter †,                                                                    | Basshunter †,                          | The Early Bedroom Sessions | 2005   | [ 18 ] |
| Waiting for the Moon                       | Basshunter                        | Basshunter †,                                                                    | The Old Shit                           | 2006                       | [ 19 ] |        |
| Wake Up Beside Me                          | Basshunter featuring Dulce María  | Basshunter Dulce María                                                           | Basshunter Dulce María                 | Calling Time               | 2013   | [ 13 ] |
| Walk on Water ‡                            | Basshunter                        | Basshunter †                                                                     | Unknown                                | Now You're Gone: The Album | 2009   | [ 46 ] |
| We Are the Waccos                          | Basshunter                        | Basshunter PJ Harmony                                                            | Basshunter PJ Harmony                  | LOL <(^^,)>                | 2006   | [ 8 ]  |
| Welcome to Rainbow                         | Basshunter                        | Basshunter †                                                                     | Unknown                                | Welcome to Rainbow         | 2006   | [ 12 ] |
| Why                                        | Basshunter                        | Basshunter †                                                                     | Basshunter †                           | Bass Generation            | 2009   | [ 16 ] |
| Wizard Elements +                          | Basshunter                        | Basshunter †,                                                                    | The Early Bedroom Sessions             | 2012                       | [ 18 ] |        |
| You're Not Alone                           | Basshunter                        | Basshunter Maja                                                                  | Basshunter Chris Delay                 | Calling Time               | 2013   | [ 13 ] |